# Tero Penttilä
Tero Penttilä (Suomussalmi, 9 de março de 1975) é um futebolista finlandês.